# Bretton
Bretton – osada i civil parish w Anglii, w Cambridgeshire, w dystrykcie (unitary authority) Peterborough. W 2011 civil parish liczyła 12445 mieszkańców.